# Соболєва Інна Веніамінівна
Інна Веніамінівна Соболєва (нар. 2 листопада 1920, Москва) — українська художниця і педагог; член Спілки радянських художників України з 1948 року.

## Біографія
Народилася 2 листопада 1920 року в місті Москві (нині Росія). Протягом 1941—1943 років викладала у Художньому училищі імені Шота Руставелі в Ашгабаті. У 1943—1948 роках навчалась у Московському художньому інституті ісені Василя Сурикова у Павла Павлинова, Михайла Родіонова.
Упродовж 1950—1954 років викладала у Львівському інституті декративного та прикладного мистецтва; у 1954—1962 роках — у Львівському училищі прикладного мистецтва імені Івана Труша. Жила у Львові в будинку на проспекті Свободи, № 24, квартира № 16.

## Творчість
Працювала в галузі станкової графіки. Серед робіт:
серії ліногравюр
- «Жінки Радянської Туркменії» (1947—1948);
- «Львівські мотиви» (1953—1969);
- «Карпатська сюїта» (1955—1964).

Авторка екслібрисів.
Брала участь у республіканських виставках з 1953 року, всесоюзних — з 1957 року, зарубіжних — з 1955 року. Персональні виставки відбулися в Ашгабаті у 1943 році, Львові у 1965 році, Києві у 1966 році.